# Crosswinds
Crosswinds is een Amerikaanse avonturenfilm in Technicolor uit 1951 onder regie van Lewis R. Foster. Destijds werd de film in Nederland uitgebracht onder de titel Jungle goud.

## Verhaal
De film speelt zich af in Nieuw-Guinea, waar Jumbo Johnson en piloot Nick Brandon een goudroof voorbereiden. Het tweetal ontmoet Katherine Shelley, een weduwe die sinds het overlijden van haar man alcoholiste is. Kort daarop komt kapitein Steve Singleton aan wal, die ooit is verraden door Nick en hem een klap uitdeelt. Jumbo huurt Steve in om naar parels voor de kust van Nieuw-Guinea te duiken, maar Steve weet niet dat hij met valse papieren is bedrogen. Hij wordt gearresteerd en veroordeeld tot een celstraf; zijn boot wordt vervolgens door Jumbo gekocht.
Na vrijlating gaat Steve samen met booteigenaren Daubrey en Sykes op zoek naar een neergestort vliegtuig met een lading goud. Katherine en Brandon waren aan boord van het vliegtuig met minstens $10 miljoen dollar aan boord. Daubrey en Sykes' voormalige kapitein is kort geleden op mysterieuze wijze om het leven gekomen op zee, dus zij verwelkomen de nieuwe kapitein met open armen. Uiteindelijk treffen Steve en de mannen diep in de jungle het lijk van Brandon aan, terwijl Katherine is ontvoerd door stamleden. Steve werkt samen met Brandon om Katherine te redden, maar ze worden verraden door Daubrey en Sykes. Uiteindelijk ontsnapt Steve en worden Daubrey en Sykes verslonden door de stamleden en de krokodillen in het water; Katherine wordt bevrijd en vergezelt Steve op zijn boot.

## Rolverdeling
| Acteur         | Personage               |
| -------------- | ----------------------- |
| John Payne     | Steve Singleton         |
| Rhonda Fleming | Katherine Shelley       |
| Forrest Tucker | Jumbo Johnson           |
| Robert Lowery  | Nick Brandon            |
| Alan Mowbray   | Sir Cecil Daubrey       |
| John Abbott    | Algernon "Mousey" Sykes |

## Ontvangst
Recensent van Het Parool noemde de film een "aardige prentenboek voor grote kinderen".